# PREDA (Stiftung)
PREDA (Peoples Recovery, Empowerment and Development Assistance Foundation) ist eine in Olongapo (Philippinen) ansässige Stiftung, die es sich zur Aufgabe gemacht hat notleidende, vor allem sexuell ausgebeutete Kinder und Jugendliche auf den Philippinen zu unterstützen. Sie wurde im Jahr 1974 von Shay Cullen, Alex Corpus Hermoso und Merly Ramirez Hermoso gegründet.

## Ziele
Die Ziele der Stiftung sind gerechte Gesetze und ihre Anwendung, welche die Armen stärken und ihre Rechte schützen. Weiterhin sollen die Schwachen und Schutzlosen, besonders Kinder und Frauen geschützt werden, die durch erniedrigende Arbeit, im Speziellen durch Prostitution, ausgebeutet werden. Man will den sexuell Missbrauchten zu Hilfe kommen und durch Fair Trade Armut und Ausbeutung lindern.
Die Stiftung versucht ausländische Regierungen davon zu überzeugen, dass Staatsangehörige strafrechtlich zu verfolgen sind, die im Ausland Kinder missbrauchen. Bisher haben die australische, britische, deutsche, japanische, norwegische, schwedische und US-amerikanische Regierung solche Gesetze verabschiedet. Die Zusammenarbeit mit deutschen Einrichtungen ähnlicher Zielrichtung ist für die Stiftung wichtig, um die gesetzten Ziele in einem internationalen Zusammenhang angehen zu können.

## Projekte
Das Hilfsprogramm von PREDA ist Anlaufstelle für Mädchen, die aus der Prostitution und den Händen pädosexueller Täter befreit werden konnten.  Für internationale Aufmerksamkeit sorgte Cullen 1996, als er einen deutschen Täter vor Gericht brachte und dessen Opfer, zwei philippinische Mädchen, psychologisch-seelsorgerisch betreute.
Den zweiten Schwerpunkt von PREDA bildet die Hilfe für sogenannte Gefängniskinder. Cullen und sein Team erreichen, dass zahlreiche Jungen im Alter von 15 Jahren und jüngere Kinder, die unter menschenunwürdigen Bedingungen  in  Verwahranstalten weggesperrt werden, aus den Gefängnissen entlassen werden. Eine Zukunftschance erhalten diese Minderjährigen dann in einem eigenen PREDA-Haus, in dem rund 35 Jungen leben und betreut werden.
Cullens Hilfsprogramm wird von internationalen Organisationen unterstützt, darunter das katholische Hilfswerk missio in Aachen. Die Partnerschaft zwischen missio und PREDA startete nach Angaben des Hilfswerkes in den 1990er Jahren mit Kampagnen gegen Sextourismus und Kinderprostitution. Mit Spenden aus Deutschland werden seitdem zahlreiche Hilfsprogramme gefördert.

## Ausgewählte Ehrungen des Gründers
2000 wurde Cullen der Menschenrechtspreis der Stadt Weimar verliehen.
2001 nominierten Parlamentsabgeordnete aus Großbritannien und Deutschland Cullen für den Friedensnobelpreis.
2003 wurde Cullen ein zweites Mal für den Friedensnobelpreis nominiert. Ermöglicht wurde die Nomination von Parlamentariern aus Kanada, Großbritannien und Deutschland. Außerdem erhielt er den Prix Caritas.